# 2016년 KBO 리그
KBO 리그의 2016년 시즌은 KBO 리그의 35번째 시즌이며, 대한민국의 10개 프로야구 구단들이 참가한다. 2015년 KBO 리그 시즌에 이어 타이어뱅크가 2년 연속 타이틀 메인 스폰서로 참여함에 따라 2016 타이어뱅크 KBO 리그라고도 불린다.

## 달라지는 점
- 삼성 라이온즈가 새 홈구장인 대구삼성라이온즈파크에서 시즌을 시작한다.
- 넥센 히어로즈가 새 홈구장인 고척스카이돔에서 시즌을 시작한다.(특별한 경우가 아니면 이 곳에서 치러지는 경기는 우천취소가 없다.)
- 롯데 자이언츠가 이종운 감독을 경질하고 조원우 감독을 새 감독으로 선임하였다.
- 한국시리즈 중립구장 규정이 폐지되고, 1-2차전과 6-7차전을 1위팀의 홈에서, 3-5차전을 플레이오프 승리팀의 홈구장에서 치르는 것으로 바뀐다.
- 2016년 KBO리그 개막전은 2014년 최종순위 기준으로 1-6위, 2-7위, 3-8위, 4-9위, 5위-KT간 개막전 경기를 한다. 두산:삼성(대구), 롯데:넥센(고척), KIA:NC(마산), 한화:LG(잠실), KT:SK(인천SK행복드림구장|문학)의 개막 3연전 경기가 펼쳐진다.
- 개막전은 2016년 4월 1일 저녁 7시에 시작한다. 이는 2007년 한국프로야구 이후 처음으로 개막 3연전이 편성되어 평일에 개막전이 개최되는 것이다. 4월 2일은 전일 야간 경기 관계로 오후 5시에 경기가 편성되고, 4월 3일부터 주말 경기가 오후 2시에 편성된다.
- 5월 5일 어린이날 경기는 격년제 편성에 따라 삼성, SK, KIA, LG, KT 홈구장(대구, 인천, 광주, 잠실, 수원)에서 개최된다.
- 4월 1일 개막전부터 8월 7일까지는 3연전, 8월 9일부터 9월 18일까지 2연전, 그 이후에는 취소된 경기를 치룰 예정이다.
- 야구 경기에서 사용되는 공인구를 한 회사에서 납품하게 하는 공인구 단일화가 실시된다. 스카이라인스포츠의 단일구를 2년간 사용하기로 하였다.
- 빠르면 후반기에 비디오 판독 센터를 구축하고, 심판이 아닌 전문 비디오 판독관이 합의판정의 결과를 내리게 될 예정이다.
- 포수의 홈플레이트 충돌 방지에 대한 규정을 담은 <공식 야구 규칙 7.13>이 신설되었다.
- <KBO 리그 규정 28조(심판 합의 판정제)>가 개정되었다. 개정된 내용은 기존 5가지 판정요건 외에 '타자의 파울/헛스윙'여부와 '홈플레이트 충돌'에 대한 판정이 신설되었으며 첫번째 기회때 번복 여부와 상관 없이 두 번의 기회 모두 사용이 가능하다. 또한 한 이닝에 두 가지 이상의 플레이가 동시에 벌어질 경우 각 팀은 두 가지 이하의 플레이에 대한 심판 합의 판정을 요청할 수 있으며, 이 경우에는 두 번의 기회를 모두 사용한걸로 간주한다.
- FA기간에 원소속구단과의 우선협상기간 제도가 폐지되어 모든 구단이 동시에 계약교섭을 할 수 있게 되었다.
- 우천취소된 경기는 필요시 월요일 경기나 더블헤더를 거행하며, 강풍, 폭염, 안개 및 미세먼지 주의보 발령 시 현장 구장상태에 따라 경기취소 여부가 결정된다.
- 도핑테스트를 강화(혈액도핑검사 추가 실시)할 예정이다.
- KBO 이사회는 2016년도 KBO 리그를 클린베이스볼 정착 원년의 해로 삼아 공정한 경쟁을 유도하기 위한 메리트 금지 시행세칙을 마련하고 선수단에 지급이 허용되는 항목과 허용되지 않는 항목을 세부적으로 규정했다. 허용되는 항목은 한국시리즈 우승에 따른 성과급, 경기 수훈선수 시상, 주간 및 월간 MVP, KBO기념상 및 기록달성, 홈런존 시상금, 용품구입비, 개인성적 옵션, 기타 총재가 인정하는 항목 등이며, 허용되지 않는 항목은 승리수당, 포스트시즌 진출 성과급(한국시리즈 우승 제외), 각종 격려금 등이다. 또 허용되는 항목에 대하여 구단이 시즌 개막 전까지 KBO에 항목과 금액이 명기된 운영계획서를 제출하도록 하였으며, 메리트, 탬퍼링 등 규약 위반사항이 의심될 경우 KBO가 직권으로 조사위원회를 구성하여 조사를 실시 할 수 있도록 의결했다. 따라서, 조사위원회는 위반사항이 의심될 경우 구단과 선수에게 원천징수영수증 등 금융내역의 자료제출을 요청할 수 있으며, 구단과 선수가 정당한 사유 없이 제출하지 않을 경우 위반한 것으로 간주하고 제재할 예정이다. 메리트 금지 규정을 위반한 구단에 2차지명 1라운드 지명권박탈 및 제제금 10억원을 부과하기로 의결하였다.
- KBO 이사회는 국가대표팀의 효율적인 운영을 위하여 국가대표팀 운영규정의 일부를 개정했다.

( 제3조(감독, 코치 등의 선임) 감독 선임과 관련 하여서는 전년도 우승 구단 감독, 준우승 구단 감독 순으로 총재가 선임하던 현행규정을 대회 개최시기와 비중을 종합적으로 판단하여 총재가 선임하는 안으로 개정하였다. / 제11조(일당)은 감독의 경우 1일 15만원에서 총재가 정한 수당을 지급(소속 구단이 없는 경우 급여 지급)하는 것으로 변경 하였으며, 선수들의 일당도 국가대표팀 참가에 따른 동기부여를 위하여 1일 8만원에서 30만원으로 인상하였다. / 제13조(격려금)은 일당 인상으로 별도의 격려금은 지급하지 않기로 하고 항목을 삭제하기로 하였다. )
- 야구경기에 대한 기록 방식이 한자로 표기하던 방식에서 한글로 표기하는 방식으로 바뀌었다.
- 12월에 야구 선수들의 야구장 출입을 금지하고, 비활동기간 중 코칭스태프가 개입한 단체 훈련이 전면 금지된다.

## 구단별 캐치프레이즈(슬로건)
- 두산 베어스 : High Five! TEAM DOOSAN 2016!
- 삼성 라이온즈 : YES! BEGIN AGAIN!
- NC 다이노스 : 거침없이 가자 행진
- 넥센 히어로즈 : Win the Championship, Heroes!
- SK 와이번스 : 새로운 시작! 새로운 도전!
- 한화 이글스 : 불꽃 한화! 투혼 이글스!
- KIA 타이거즈 : Always KIA TIGERS
- 롯데 자이언츠 : Team first, Fan first
- LG 트윈스 : 혁신의 바람, 서울 LG 트윈스!
- KT 위즈 : 과감하게! 도전하자!

## 선수 이동

### 시즌 전
- 2016년 신인 지명 선수
  - 두산 베어스 : 이영하, 조수행, 황경태, 고봉재, 홍성호, 정덕현, 서예일, 신창희, 양구렬, 이찬기, 오석
  - 삼성 라이온즈 : 최충연, 김승현, 이케빈, 임대한, 이성규, 황선도, 김성훈, 남기효, 최주엽, 김융, 최승민
  - NC 다이노스 : 박준영, 정수민, 최성영, 김한별, 이재율, 최상인, 김찬형, 김준현, 임서준, 조원빈, 최재혁
  - 넥센 히어로즈 : 주효상, 안현석, 안정훈, 최민섭, 김성택, 유재훈, 이찬석, 김성현, 채상현, 김응수, 안준모
  - SK 와이번스 : 정동윤, 임석진, 김주한, 안상현, 김찬호, 하성진, 김민재, 노관현, 최수빈, 김동엽, 박광명
  - 한화 이글스 :  김주현, 김재영, 이동훈, 권용우, 장진혁, 염진우, 김태연, 김찬균, 박상언, 방윤준, 강상원
  - KIA 타이거즈 : 김현준, 최원준, 남재현, 정동현, 전상현, 서덕원, 이진영, 김규성, 신범수, 이승우, 류승현
  - 롯데 자이언츠 : 박종무, 한승혁, 김영일, 나경민, 김남길, 김성재, 이석훈, 안준영, 임지유, 조준영, 정종진
  - LG 트윈스 : 김대현, 유재유, 김주성, 홍창기, 김기연, 천원석, 이동규, 김호은, 양효준, 김태영, 이정윤
  - KT 위즈 : 박세진, 남태혁, 한승지, 서의태, 임도혁, 김태오, 장현우, 김도영, 강승훈, 노유성, 이병훈

- 독립야구단 영입선수
  - 이강혁 : 연천 미라클 → NC 다이노스
  - 김원석 : 연천 미라클 → 한화 이글스

- 2차 드래프트 영입선수

《1라운드》
- 이진영 : LG 트윈스 → KT 위즈
- 김태형 : 넥센 히어로즈 → LG 트윈스
- 박헌도 : 넥센 히어로즈 → 롯데 자이언츠
- 배힘찬 : 넥센 히어로즈 → KIA 타이거즈
- 장민석 : 두산 베어스 → 한화 이글스
- 최정용 : 삼성 라이온즈 → SK 와이번스
- 김웅빈 : SK 와이번스 → 넥센 히어로즈
- 윤수호 : KT 위즈 → NC 다이노스
- 김응민 : 두산 베어스 → 삼성 라이온즈[1]
- 박진우 : NC 다이노스 → 두산 베어스

《2라운드》
- 임진우 : 삼성 라이온즈 → 두산 베어스
- 나성용 : LG 트윈스 → 삼성 라이온즈
- 김선규 : LG 트윈스 → NC 다이노스
- 양현 : 두산 베어스 → 넥센 히어로즈[1]
- 김정민 : 한화 이글스 → SK 와이번스
- 차일목 : KIA 타이거즈 → 한화 이글스
- 윤정우 : LG 트윈스 → KIA 타이거즈
- 김웅 : LG 트윈스 → 롯데 자이언츠
- 윤대영 : NC 다이노스 → LG 트윈스[2]
- 김연훈 : SK 와이번스 → KT 위즈

《3라운드》
- 이상화 : 롯데 자이언츠 → kt 위즈
- 윤여운 : KT 위즈 → LG 트윈스
- 양형진 : KT 위즈 → 롯데 자이언츠[1]
- 이윤학 : KT 위즈 → KIA 타이거즈[2]
- 송신영 : 넥센 히어로즈 → 한화 이글스
- 박종욱 : 두산 베어스 → SK 와이번스
- 김상훈 : 두산 베어스 → 넥센 히어로즈
- 심규범 : 롯데 자이언츠 → NC 다이노스[2]
- 정광운 : 한화 이글스 → 삼성 라이온즈
- 정재훈 : 롯데 자이언츠 → 두산 베어스

- FA 잔류 선수
  - 송승준 : 롯데 자이언츠 (총액 4년 40억)
  - 이범호 : KIA 타이거즈 (총액 4년 36억)
  - 이승엽 : 삼성 라이온즈 (총액 2년 36억)
  - 이동현 : LG 트윈스 (총액 3년 30억)
  - 김상현 : KT 위즈 (총액 3+1년 17억)
  - 마정길 : 넥센 히어로즈 (총액 2년 6.2억)
  - 이택근 : 넥센 히어로즈 (총액 4년 35억)
  - 김태균 : 한화 이글스 (총액 4년 84억)
  - 조인성 : 한화 이글스 (총액 2년 10억)
  - 박정권 : SK 와이번스 (총액 4년 30억)
  - 채병용 : SK 와이번스 (총액 2+1년 10.5억)
  - 박재상 : SK 와이번스 (총액 1+1년 5.5억)
  - 오재원 : 두산 베어스 (총액 4년 38억)
  - 고영민 : 두산 베어스 (총액 1+1년 5억)

- FA 이적 선수
  - 정상호 : SK 와이번스 → LG 트윈스 (총액 4년 32억)
  - 박석민 : 삼성 라이온즈 → NC 다이노스 (총액 4+1년 96억)
  - 유한준 : 넥센 히어로즈 → kt 위즈 (총액 4년 60억)[3]
  - 윤길현 : SK 와이번스 → 롯데 자이언츠 (총액 4년 38억)
  - 손승락 : 넥센 히어로즈 → 롯데 자이언츠 (총액 4년 60억)[4]
  - 정우람 : SK 와이번스 → 한화 이글스 (총액 4년 84억)
  - 심수창 : 롯데 자이언츠 → 한화 이글스  (총액 4년 13억)

- FA 영입에 따른 보상선수 이적 선수
  - 김승회 : 롯데 자이언츠 → SK 와이번스 (윤길현의 보상선수 자격으로 이적)
  - 조영우 : 한화 이글스 → SK 와이번스 (정우람의 보상선수 자격으로 이적)
  - 최승준 : LG 트윈스 → SK 와이번스 (정상호의 보상선수 자격으로 이적)
  - 최재원 : NC 다이노스 → 삼성 라이온즈 (박석민의 보상선수 자격으로 이적)
  - 박한길 : 한화 이글스 → 롯데 자이언츠 (심수창의 보상선수 자격으로 이적)

- 군 입대 선수

《국군체육부대 입단 선수》
- 롯데 자이언츠 : 양형진, 구승민, 오윤석
- NC 다이노스 : 노진혁, 노성호, 박으뜸
- 넥센 히어로즈 : 문성현, 문우람, 양현
- SK 와이번스 : 이승진, 이윤재
- LG 트윈스 : 임지섭, 박지규
- KT 위즈 : 이창진, 송민섭
- 삼성 라이온즈 : 김응민
- KIA 타이거즈 : 문경찬

《경찰청 입단 선수》
- KIA 타이거즈 : 이윤학, 박정수, 이종석, 박준태
- NC 다이노스 : 유영준, 윤대영, 심규범
- 삼성 라이온즈 : 홍정우, 박찬도
- 넥센 히어로즈 : 김태훈, 이상민
- SK 와이번스 : 박규민, 임재현
- 두산 베어스 : 변진수, 장승현
- 한화 이글스 : 조지훈, 김기현
- LG 트윈스 : 김재성, 양원혁
- 롯데 자이언츠 : 이인복
- KT 위즈 : 이지찬

- 방출(보류선수 제외) 선수
  - 한화 이글스 : 한상훈, 박성호, 이동걸, 최우석, 지성준, 허유강, 이도윤, 임익준, 이양기
  - SK 와이번스 : 엄정욱, 이재영, 이상열, 이창욱, 이한진, 홍명찬
  - 롯데 자이언츠 : 이웅한, 나승현, 고도현, 박준서
  - 넥센 히어로즈 : 안태영, 박성훈
  - KIA 타이거즈 : 황수현, 서용주
  - NC 다이노스 : 마낙길, 박정준
  - KT 위즈 : 김기표, 한상일
  - LG 트윈스 : 정다흰

- 방출 후 이적선수
  - 이재우 : 두산 베어스 → 한화 이글스
  - 윤중환 : SK 와이번스 → 한화 이글스
  - 이희근 : 한화 이글스 → kt 위즈
  - 안정광 : SK 와이번스 → kt 위즈
  - 이승호 : NC 다이노스 → SK 와이번스
  - 최영환 : 한화 이글스 → 롯데 자이언츠[5]
  - 박윤 : SK 와이번스 → 넥센 히어로즈
  - 황덕균 : kt 위즈 → 넥센 히어로즈
  - 임창용 : 삼성 라이온즈 → KIA 타이거즈

- 은퇴 선수
  - 진갑용 : 삼성 라이온즈 → 은퇴 (삼성 라이온즈 전력분석원)
  - 앤드루 브라운 : SK 와이번스 → 은퇴[6]
  - 박진만 : SK 와이번스 → 은퇴 (SK 와이번스 1군 수비코치)
  - 임재철 : 롯데 자이언츠 → 은퇴 (갤럭시아에스엠 야구사업국 국장)
  - 황동채 : 롯데 자이언츠 → 은퇴 (롯데 자이언츠 전력분석원)
  - 박명환 : NC 다이노스 → 은퇴 (고양 다이노스 투수 보조코치)
  - 손민한 : NC 다이노스 → 은퇴 (NC 다이노스 유소년팀 코치)
  - 이대환 : NC 다이노스 → 은퇴 (상무 피닉스 투수코치)
  - 최희섭 : KIA 타이거즈 → 은퇴 (MBC 스포츠플러스 해설위원)
  - 박기남 : KIA 타이거즈 → 은퇴 (KIA 타이거즈 프런트 임원)
  - 서재응 : KIA 타이거즈 → 은퇴 (SBS 스포츠 해설위원)[7]
  - 크리스 옥스프링 : KT 위즈 → 은퇴 (롯데 자이언츠 2군 투수코치)
  - 신명철 : KT 위즈 → 은퇴 (KT 위즈 잔류군 야수코치)
  - 조중근 : KT 위즈 → 은퇴 (경찰 야구단 코치)
  - 장성호 : KT 위즈 → 은퇴 (KBS N 스포츠 해설위원)
  - 한윤섭 : KT 위즈 → 은퇴
  - 정재복 : 넥센 히어로즈 → 은퇴 (넥센 히어로즈 3군 투수코치)
  - 백승룡 : 넥센 히어로즈 → 은퇴
  - 추승우 : 한화 이글스 → 은퇴 (상무 피닉스 수비코치)
  - 오윤 : 한화 이글스 → 은퇴 (넥센 히어로즈 육성군 수비/주루코치)

- 트레이드 영입 선수
  - 신현철 : SK 와이번스 → kt 위즈 (무상 트레이드)
  - 김대우 : 넥센 히어로즈 → 삼성 라이온즈 (채태인과 1:1 트레이드)
  - 채태인 : 삼성 라이온즈 → 넥센 히어로즈 (김대우와 1:1 트레이드)

- 신규 영입 외국인 선수
  - 삼성 라이온즈 : 앨런 웹스터, 콜린 벨레스터, 아롬 발디리스
  - kt 위즈 : 슈가 마리몬, 트래비스 밴와트, 요한 피노
  - 한화 이글스 : 윌린 로사리오, 알렉스 마에스트리
  - KIA 타이거즈 : 헥터 노에시, 지크 스프루일
  - 두산 베어스 : 마이클 보우덴, 닉 에반스
  - 넥센 히어로즈 : 대니 돈, 로버트 코엘로
  - SK 와이번스 : 헥터 고메즈
  - LG 트윈스 : 스콧 코플랜드

- 재계약 성공 외국인 선수
  - 롯데 자이언츠 : 짐 아두치, 브룩스 레일리, 조쉬 린드블럼
  - NC 다이노스 : 에릭 테임즈, 에릭 해커, 재크 스튜어트
  - LG 트윈스 : 헨리 소사, 루이스 히메네스
  - SK 와이번스 : 메릴 켈리, 크리스 세든
  - 넥센 히어로즈 : 라이언 피어밴드
  - 두산 베어스 : 더스틴 니퍼트
  - 한화 이글스 : 에스밀 로저스
  - KIA 타이거즈 : 브렛 필
  - KT 위즈 : 앤디 마르테

- 재계약 포기 외국인 선수
  - 삼성 라이온즈 : 알프레도 피가로, 타일러 클로이드, 야마이코 나바로
  - KT 위즈 : 크리스 옥스프링, 저스틴 저마노, 댄 블랙
  - 넥센 히어로즈 : 브래드 스나이더, 앤디 밴 헤켄
  - 두산 베어스 : 앤서니 스와잭, 데이빈슨 로메로
  - 한화 이글스 : 제이크 폭스, 미치 탈보트
  - KIA 타이거즈 : 에반 믹, 조쉬 스틴슨
  - SK 와이번스 : 앤드루 브라운
  - LG 트윈스 : 루카스 하렐

- 해외 진출 선수
  - 박병호 : 넥센 히어로즈 → 미네소타 트윈스 (총액 4년 1285만 달러)
  - 김현수 : 두산 베어스 → 볼티모어 오리올스 (총액 2년 700만 달러)[8]
  - 이혜천 : NC 다이노스 → 애들레이드 바이트[9]
  - 강봉규 : 삼성 라이온즈 → 부흐빈더 레지언나레[10]
  - 타일러 클로이드 : 삼성 라이온즈 → 뉴욕 양키스[11]
  - 야마이코 나바로 : 삼성 라이온즈 → 지바 롯데 마린스 (총액 1년 120만 달러)
  - 알프레도 피가로 : 삼성 라이온즈 → LA 다저스[12]
  - 댄 블랙 : KT 위즈 → 마이애미 말린스[13]
  - 앤디 밴 헤켄 : 넥센 히어로즈 → 사이타마 세이부 라이온스 (총액 1년 122만 달러)
  - 브래드 스나이더 : 넥센 히어로즈 → 서머셋 패트리어츠
  - 제이크 폭스 : 한화 이글스 → 필라델피아 필리스[14]
  - 미치 탈보트 : 한화 이글스 → 라미고 몽키스
  - 앤서니 스와잭 : 두산 베어스 → 뉴욕 양키스[15]
  - 데이빈슨 로메로 : 두산 베어스 → 뉴욕 양키스[16]
  - 루카스 하렐 : LG 트윈스 → 디트로이트 타이거스[17]

### 시즌 중
- 독립야구단 영입선수
  - 조용성 : 연천 미라클 → 삼성 라이온즈

- 임의탈퇴 선수
  - KT 위즈 : 김상현 (사유 : 공연음란(자위) 행위)

- 방출(계약해지) 선수
  - 삼성 라이온즈 : 안지만 (사유 : 불법 해외 원정도박 및 불법 도박사이트 개설)
  - NC 다이노스 : 이태양 (사유 : 승부조작)
  - 한화 이글스 : 황선일, 권용관, 김태완
  - 롯데 자이언츠 : 오현근, 이지모

- 은퇴 선수
  - 김민우 : KIA 타이거즈 → 은퇴 (KIA 타이거즈 2군 수비코치)
  - 전병두 : SK 와이번스 → 은퇴 (SK 와이번스 전력분석원)
  - 고동진 : 한화 이글스 → 은퇴 (한화 이글스 코치)
  - 박노민 : 한화 이글스 → 은퇴 (경찰 야구단 배터리코치)

- 트레이드 영입 선수
  - 서동욱 : 넥센 히어로즈 → KIA 타이거즈 (무상 트레이드)
  - 노유성 : KT 위즈 → 두산 베어스 (유민상과 1:1 트레이드)
  - 유민상 : 두산 베어스 → KT 위즈 (노유성과 1:1 트레이드)
  - 고원준 : 롯데 자이언츠 → 두산 베어스 (노경은과 1:1 트레이드)
  - 노경은 : 두산 베어스 → 롯데 자이언츠 (고원준과 1:1 트레이드)
  - 김성배 : 롯데 자이언츠 → 두산 베어스 (김동한과 1:1 트레이드)
  - 김동한 : 두산 베어스 → 롯데 자이언츠 (김성배와 1:1 트레이드)
  - 임준혁 : KIA 타이거즈 → SK 와이번스 (고효준과 1:1 트레이드)
  - 고효준 : SK 와이번스 → KIA 타이거즈 (임준혁과 1:1 트레이드)

- 방출 외국인 선수
  - 삼성 라이온즈 : 콜린 벨레스터 (사유 : 성적 부진 및 팔꿈치 부상), 앨런 웹스터 (사유 : 종아리 부상)
  - 넥센 히어로즈 : 로버트 코엘로 (사유 : 제구력 난조), 라이언 피어밴드 (사유 : 성적 부진)
  - SK 와이번스 : 크리스 세든 (사유 : 성적 부진)
  - 한화 이글스 : 알렉산드로 마에스트리 (사유 : 성적 부진), 에스밀 로저스 (사유 : 팔꿈치 부상 및 수술)
  - 롯데 자이언츠 : 짐 아두치 (사유 : 도핑 적발)
  - LG 트윈스 : 스콧 코플랜드 (사유 : 성적 부진)
  - KT 위즈 :  슈가 마리몬 (사유 : 팔꿈치 부상), 요한 피노 (사유 : 성적 부진)

- 신규 영입 외국인 선수
  - 삼성 라이온즈 : 아놀드 레온, 요한 플란데
  - 넥센 히어로즈 : 스콧 맥그레거, 앤디 밴 헤켄[18]
  - SK 와이번스 : 브라울리오 라라
  - 한화 이글스 : 파비오 카스티요, 에릭 서캠프
  - 롯데 자이언츠 : 저스틴 맥스웰
  - LG 트윈스 : 데이비드 허프
  - KT 위즈 :  조쉬 로위, 라이언 피어밴드[19]

- 해외 진출 선수
  - 스콧 코플랜드 : LG 트윈스 → 토론토 블루제이스[20]

- 2017년 신인 지명 선수
  - 두산 베어스 : 최동현, 박치국, 김명신, 지윤, 문대원, 이병휘, 박유연, 백민규, 박찬범, 전태준, 박성환
  - NC 다이노스 : 김태현, 신진호, 김진호, 소이현, 김영중, 이재용, 권법수, 김민수, 김호민, 강병무, 신재필[21]
  - 넥센 히어로즈 : 이정후, 김혜성, 양기현, 최규보, 오윤성, 정윤호, 김재웅, 이병규, 김대현[21], 류승범[21], 이재홍[21]
  - LG 트윈스 : 고우석, 손주영, 이창율, 이찬혁, 김성협, 박부성, 오석주, 신경모, 김광수, 김태형, 전준호
  - KIA 타이거즈 : 유승철, 이승호, 박진태, 김석환, 강찬영, 송후섭, 김용인, 박정우, 최승주, 정윤환, 이정훈
  - SK 와이번스 : 이원준, 김성민, 박성한, 권기영, 김표승, 이정범, 남윤성, 이재록, 김두환, 정영광, 도윤[21]
  - 한화 이글스 : 김병현, 김진영, 김성훈, 박상원, 원혁재, 여인태, 김지훈, 박진수, 김기탁, 이주형, 김명서
  - 롯데 자이언츠 : 윤성빈, 나종덕, 김민수, 강동호, 박성민, 홍지훈, 이지원, 김종환, 이재욱, 최민국, 송창현
  - 삼성 라이온즈 : 장지훈, 최지광, 나원탁, 김시현, 김성윤, 최종현, 문용익, 김태수, 곽경문, 조현덕, 정성훈
  - KT 위즈 : 조병욱, 이정현, 이종혁, 홍현빈, 한승훈, 문상인, 안치영, 이재근, 김민섭, 한기원, 이성욱

## KBO 시범경기
- 기간 : 3월 8일 ~ 3월 27일

시범경기는 팀당 18경기로 작년보다 4경기씩 증가하였고, 전년도와 달리 모든 팀과 2연전씩 경기를 치른다.
| 순위 | 구단          | 경기 | 승 | 무 | 패 | 승률  | 연속 | 게임차 |
| ---- | ------------- | ---- | -- | -- | -- | ----- | ---- | ------ |
| 1위  | 삼성 라이온즈 | 16   | 11 | 0  | 5  | 0.688 | 2승  | 0.0    |
| 2위  | KT 위즈       | 16   | 10 | 1  | 5  | 0.667 | 5승  | 0.5    |
| 3위  | 두산 베어스   | 16   | 8  | 3  | 5  | 0.615 | 3승  | 1.5    |
| 4위  | 한화 이글스   | 16   | 9  | 0  | 7  | 0.563 | 1승  | 2.0    |
| 5위  | NC 다이노스   | 17   | 8  | 1  | 8  | 0.500 | 4승  | 3.0    |
| 5위  | KIA 타이거즈  | 15   | 7  | 1  | 7  | 0.500 | 1패  | 3.0    |
| 7위  | LG 트윈스     | 17   | 7  | 2  | 8  | 0.467 | 2패  | 3.5    |
| 8위  | SK 와이번스   | 16   | 6  | 2  | 8  | 0.429 | 5패  | 4.0    |
| 9위  | 넥센 히어로즈 | 16   | 5  | 1  | 10 | 0.333 | 2패  | 5.5    |
| 10위 | 롯데 자이언츠 | 17   | 3  | 3  | 11 | 0.214 | 6패  | 7.0    |

## KBO 정규시즌
- 기간 : 4월 1일 ~ 9월 19일
- 잔여 경기기간 : 9월 20일 ~ 10월 9일

개막 경기는 2014년도 순위를 기준으로 1-6위 팀, 2-7위 팀, 3-8위 팀, 4-9위 팀, 5위 팀-kt 간 경기로 편성해, 대구(삼성:두산), 고척(넥센:롯데), 마산(NC:KIA), 잠실(LG:한화), 인천(SK:kt) 등 5개 구장에서 3연전으로 펼쳐진다. 개막 경기 원정 5팀은 4월 5일부터 홈경기로 3연전을 치른다.

### 팀 순위
| 순위 | 구단          | 경기 | 승 | 무 | 패 | 승률  | 승차 | 포스트시즌             |
| ---- | ------------- | ---- | -- | -- | -- | ----- | ---- | ---------------------- |
| 1위  | 두산 베어스   | 144  | 93 | 1  | 50 | 0.650 | 0.0  | 한국시리즈 진출        |
| 2위  | NC 다이노스   | 144  | 83 | 3  | 58 | 0.589 | 9.0  | 플레이오프 진출        |
| 3위  | 넥센 히어로즈 | 144  | 77 | 1  | 66 | 0.538 | 16.0 | 준플레이오프 진출      |
| 4위  | LG 트윈스     | 144  | 71 | 2  | 71 | 0.500 | 21.5 | 와일드카드 결정전 진출 |
| 5위  | KIA 타이거즈  | 144  | 70 | 1  | 73 | 0.490 | 23.0 | 와일드카드 결정전 진출 |
| 6위  | SK 와이번스   | 144  | 69 | 0  | 75 | 0.479 | 24.5 | 진출실패               |
| 7위  | 한화 이글스   | 144  | 66 | 3  | 75 | 0.468 | 26.0 | 진출실패               |
| 8위  | 롯데 자이언츠 | 144  | 66 | 0  | 78 | 0.458 | 27.5 | 진출실패               |
| 9위  | 삼성 라이온즈 | 144  | 65 | 1  | 78 | 0.455 | 28.0 | 진출실패               |
| 10위 | KT 위즈       | 144  | 53 | 2  | 89 | 0.373 | 39.5 | 진출실패               |

### 통계

#### 타자 TOP
| 부문        | 선수              | 기록  |
| ----------- | ----------------- | ----- |
| 타율(AVG)   | 최형우            | 0.376 |
| 홈런(HR)    | 에릭 테임즈, 최정 | 40    |
| 타점(RBI)   | 최형우            | 144   |
| 득점(R)     | 정근우            | 121   |
| 안타(H)     | 최형우            | 195   |
| 출루율(OBP) | 김태균            | 0.475 |
| 장타율(SLG) | 에릭 테임즈       | 0.679 |
| 도루(SB)    | 박해민            | 52    |

#### 투수 TOP
| 부문          | 선수          | 기록  |
| ------------- | ------------- | ----- |
| 승리(W)       | 더스틴 니퍼트 | 22    |
| 최다 선발승   | 더스틴 니퍼트 | 21    |
| 평균자책(ERA) | 더스틴 니퍼트 | 2.95  |
| 탈삼진(SO)    | 마이클 보우덴 | 160   |
| 세이브(SV)    | 김세현        | 36    |
| 홀드(HLD)     | 이보근        | 25    |
| 승률(WPCT)    | 더스틴 니퍼트 | 0.880 |

### 시즌 1호 기록
- 1호 안타 : 한화 이글스 정근우 (상대투수 : LG 트윈스 헨리 소사), KT 위즈 박경수 (상대투수 : SK 와이번스 김광현)
- 1호 볼넷 : 두산 베어스 정수빈 (상대투수 : 삼성 라이온즈 차우찬)
- 1호 사사구 : KT 위즈 유한준 (상대투수 : SK 와이번스 김광현)
- 1호 도루 : 두산 베어스 정수빈
- 1호 타점 : 한화 이글스 김태균 (상대투수 : LG 트윈스 헨리 소사)
- 1호 득점 : 한화 이글스 정근우
- 1호 홈런 : NC 다이노스 이호준 (상대투수 : KIA 타이거즈 양현종)
- 1호 끝내기 : LG 트윈스 양석환 (상대투수 : 한화 이글스 김민우)
- 1호 실책 : 삼성 라이온즈 차우찬
- 1호 폭투 : NC 다이노스 에릭 해커
- 1호 삼진투수 : NC 다이노스 에릭 해커
- 1호 피삼진타자 : KIA 타이거즈 오준혁
- 1호 승리투수 : 두산 베어스 더스틴 니퍼트
- 1호 패전투수 : 삼성 라이온즈 차우찬
- 1호 무승부투수 : 두산 베어스 정재훈, 넥센 히어로즈 김세현
- 1호 홀드 : 두산 베어스 김강률
- 1호 세이브 : NC 다이노스 임창민

### 개인 달성 기록

#### 4월
- 이승엽(삼성 라이온즈)은 4월 2일 대구에서 열린 두산과의 경기에서 역대 2번째 통산 1200득점을 달성하였다.
- 윤석민(KIA 타이거즈)은 4월 5일 광주에서 열린 LG와의 경기에서 역대 46번째 통산 5000타자 상대, 역대 41번째 통산 1200이닝을 달성하였다.
- 윤성환(삼성 라이온즈)은 4월 6일 수원에서 열린 KT와의 경기에서 역대 25번째 통산 세 자릿수 승리를 달성하였다.
- 신재영(넥센 히어로즈)은 4월 6일 대전에서 열린 한화와의 경기에서 역대 3번째 무사사구 데뷔승을 달성하였다.
- 최영필(KIA 타이거즈)은 4월 9일 수원에서 열린 KT와의 경기에서 역대 최고령 세이브(41세 10개월 27일)를 달성하였다.
- 이승엽(삼성 라이온즈)은 4월 12일 대구에서 열린 NC와의 경기에서 역대 2번째 통산 1300타점을 달성하였다.
- 윌린 로사리오(한화 이글스)는 4월 13일 대전에서 열린 두산과의 경기에서 역대 4번째 외국인 포수로써 경기에 출전하였다.
- 김상현(KT 위즈)은 4월 13일 고척에서 열린 넥센과의 경기에서 역대 40번째 통산 150홈런을 달성하였다.
- 브룩스 레일리(롯데 자이언츠)는 4월 14일 잠실에서 열린 LG와의 경기에서 역대 123번째 무사사구 완봉승을 달성하였다.
- 이대형(kt 위즈)은 4월 14일 고척에서 열린 넥센과의 경기에서 역대 4번째 통산 450도루를 달성하였다.
- 최정(SK 와이번스)은 4월 15일 수원에서 열린 KT와의 경기에서 역대 38번째 통산 700타점을 달성하였다.
- 김주찬(KIA 타이거즈)은 4월 15일 광주에서 열린 넥센과의 경기에서 역대 29번째 통산 250번째 2루타, 역대 5번째 통산 50번째 3루타, 역대 19번째 사이클링 히트(해태 타이거즈 포함 구단 최초)를 달성하였다.
- 송승준(롯데 자이언츠)은 4월 15일 마산에서 열린 NC와의 경기에서 역대 28번째 통산 네 자릿수 탈삼진을 달성하였다.
- 이호준(NC 다이노스)은 4월 17일 마산에서 열린 롯데와의 경기에서 역대 8번째, 최고령(40세 2개월 9일) 통산 3000루타를 달성하였다.
- 정근우(한화 이글스)는 4월 17일 대전에서 열린 LG와의 경기에서 역대 45번째 통산 500볼넷을 달성하였다.
- 김태균(한화 이글스)은 4월 21일 사직에서 열린 롯데와의 경기에서 역대 18번째 통산 300번째 2루타를 달성하였다.
- 최형우(삼성 라이온즈)는 4월 22일 대구에서 열린 KT와의 경기에서 역대 39번째 통산 2000루타를 달성하였다.
- 권혁(한화 이글스)은 4월 23일 잠실에서 열린 두산과의 경기에서 역대 17번째 통산 600경기 출장을 달성하였다.
- 김광현(SK 와이번스)은 4월 24일 문학에서 열린 NC와의 경기에서 역대 26번째(좌완 3번째, 좌완 최소 경기수, 20대 나이로 최초) 통산 세 자릿수 승리를 달성하였다.
- 이대형(KT 위즈)은 4월 23일 대구에서 열린 삼성과의 경기에서 역대 5번째 12년 연속 두 자릿수 도루를 기록하였다.
- 장원준(두산 베어스)은 4월 24일 잠실에서 열린 한화와의 경기에서 역대 27번째(좌완 4번째) 통산 세 자릿수 승리를 달성하였다.
- 최영필(KIA 타이거즈)은 4월 24일 사직에서 열린 롯데와의 경기에서 역대 33번째, 최고령(41세 11개월 11일) 통산 500경기 출장을 달성하였다.
- 김주찬(KIA 타이거즈)은 4월 26일 대전에서 열린 한화와의 경기에서 역대 71번째 500타점을 달성하였다.
- 윤성환(삼성 라이온즈)은 4월 30일 대전에서 열린 한화와의 경기에서 역대 29번째 통산 네 자릿수 탈삼진을 달성하였다.
- 조동화(SK 와이번스)는 4월 30일 고척에서 열린 넥센과의 경기에서 역대 4번째 통산 200번트를 달성하였다.
- 이진영(KT 위즈)은 4월 30일 잠실에서 열린 LG와의 경기에서 역대 17번째 통산 2700루타를 달성하였다.

#### 5월
- 손시헌(NC 다이노스)은 5월 1일 사직에서 열린 롯데와의 경기에서 역대 76번째 통산 네 자릿수 안타를 달성하였다.
- 이범호(KIA 타이거즈)는 5월 1일 광주에서 열린 두산과의 경기에서 역대 32번째 통산 1400안타를 달성하였다.
- 정근우(한화 이글스)는 5월 3일 문학에서 열린 SK와의 경기에서 역대 73번째 통산 500타점을 달성하였다.
- 장원삼(삼성 라이온즈)은 5월 5일 대구에서 열린 넥센과의 경기에서 역대 17번째 통산 110승을 달성하였다.
- 박용택(LG 트윈스)은 5월 5일 잠실에서 열린 두산과의 경기에서 역대 8번째 통산 1900안타를 달성하였다.
- 이승엽(삼성 라이온즈)은 5월 7일 대구에서 열린 SK와의 경기에서 역대 2번째 3600루타를 달성하였다.
- 박석민(NC 다이노스)은 5월 7일 마산에서 열린 LG와의 경기에서 역대 77번째 통산 네 자릿수 안타를 달성하였다.
- 손아섭(롯데 자이언츠)은 5월 7일 잠실에서 열린 두산과의 경기에서 역대 36번째 6년 연속 두 자릿수 도루를 달성하였다.
- 김경언(한화 이글스)은 5월 7일 수원에서 열린 KT와의 경기에서 역대 95번째 통산 1100경기 출장을 달성하였다.
- 이용규(한화 이글스)는 5월 7일 수원에서 열린 kt와의 경기에서 역대 33번째 통산 1400안타를 달성하였다.
- 박경수(KT 위즈)는 5월 8일 수원에서 열린 한화와의 경기에서 역대 96번째 통산 1100경기 출장을 달성하였다.
- 이범호(KIA 타이거즈)는 5월 11일 광주에서 열린 KT와의 경기에서 역대 25번째 통산 2500루타를 달성하였다.
- 윤성환(삼성 라이온즈)은 5월 12일 잠실에서 열린 LG와의 경기에서 역대 28번째 통산 200경기 선발 출장을 달성하였다.
- 김태균(한화 이글스)은 5월 12일 대전에서 열린 NC와의 경기에서 역대 5번째 통산 네 자릿수 사사구를 달성하였다.
- 정성훈(LG 트윈스)은 5월 12일 잠실에서 열린 삼성과의 경기에서 역대 12번째 통산 2800루타를 달성하였다.
- 최형우(삼성 라이온즈)는 5월 13일 대구에서 열린 롯데와의 경기에서 역대 25번째 800타점을 달성하였다.
- 최형우(삼성 라이온즈)는 5월 14일 대구에서 열린 롯데와의 경기에서 역대 15번째 9년 연속 두 자릿수 홈런을 달성하였다.
- 나지완(KIA 타이거즈)은 5월 14일 광주에서 열린 한화와의 경기에서 역대 74번째 500타점을 달성하였다.
- 헥터 노에시(KIA 타이거즈)는 5월 14일 광주에서 열린 한화와의 경기에서 역대 124번째 무사사구 완봉승(해태 타이거즈 포함 구단 최초)을 달성하였다.
- 이승엽(삼성 라이온즈)은 5월 17일 포항에서 열린 한화와의 경기에서 역대 9번째 통산 1900안타를 달성하였다.
- 박용택(LG 트윈스)은 5월 18일 수원에서 열린 KT와의 경기에서 역대 23번째 통산 1700경기 출장을 달성하였다.
- 정근우(한화 이글스)는 5월 19일 포항에서 열린 삼성과의 경기에서 역대 7번째 11년 연속 두 자릿수 도루를 달성하였다.
- 이호준(NC 다이노스)은 5월 20일 마산에서 열린 삼성과의 경기에서 역대 14번째 통산 900득점을 달성하였다.
- 최정(SK 와이번스)은 5월 20일 광주에서 열린 KIA와의 경기에서 역대 8번째 11년 연속 두 자릿수 홈런을 달성하였다.
- 이용규(한화 이글스)는 5월 20일 대전에서 열린 KT와의 경기에서 역대 56번째 통산 1300경기 출장을 달성하였다.
- 박용택(LG 트윈스)은 5월 22일 잠실에서 열린 넥센과의 경기에서 역대 17번째 통산 900타점을 달성하였다.
- 김상현(KT 위즈)은 5월 22일 대전에서 열린 한화와의 경기에서 역대 80번째 통산 1500루타를 달성하였다.
- 이종욱(NC 다이노스는 5월 25일 마산에서 열린 SK와의 경기에서 역대 74번째 통산 1200경기 출장을 달성하였다.
- 주권(KT 위즈)은 5월 27일 수원에서 열린 넥센과의 경기에서 역대 125번째 무사사구 완봉승(역대 1번째 무사사구 완봉 데뷔승, 역대 20번째 완봉 데뷔승, KT 위즈 구단 최초)을 달성하였다.
- 정수빈(두산 베어스)은 5월 29일 잠실에서 열린 LG와의 경기에서 역대 21번째 8년 연속 두 자릿수 도루를 달성하였다.
- 이택근(넥센 히어로즈)은 5월 29일 수원에서 열린 KT와의 경기에서 역대 40번째 통산 2000루타를 달성하였다.
- 조인성(한화 이글스)은 5월 29일 대전에서 열린 롯데와의 경기에서 역대 26번째 통산 800타점을 달성하였다.
- 최영필(KIA 타이거즈)은 5월 29일 광주에서 열린 NC와의 경기에서 역대 76번째 통산 네 자릿수 이닝을 달성하였다.
- 김주찬(KIA 타이거즈)은 5월 29일 광주에서 열린 NC와의 경기에서 역대 41번째 통산 2000루타를 달성하였다.

#### 6월
- 최정(SK 와이번스)은 6월 1일 대전에서 열린 한화와의 경기에서 역대 23번째 통산 200홈런을 달성하였다.
- 에릭 테임즈(NC 다이노스)는 6월 2일 마산에서 열린 두산과의 경기에서 역대 71번째 통산 세 자릿수 홈런을 달성하였다.
- 박한이(삼성 라이온즈)는 6월 4일 대구에서 열린 한화와의 경기에서 역대 6번째 통산 네 자릿수 사사구를 달성하였다.
- 이용규(한화 이글스)는 6월 5일 대구에서 열린 삼성과의 경기에서 역대 6번째 12년 연속 두 자릿수 도루, 역대 24번째 통산 800득점을 달성하였다.
- 이대형(KT 위즈)은 6월 7일 수원에서 열린 두산과의 경기에서 역대 53번째 통산 1200안타를 달성하였다.
- 이승엽(삼성 라이온즈)은 6월 7일 잠실에서 열린 LG와의 경기에서 역대 4번째 12년 연속 두 자릿수 홈런을 달성하였다.
- 박한이(삼성 라이온즈)는 6월 8일 잠실에서 열린 LG와의 경기에서 역대 6번째 통산 1100득점을 달성하였다.
- 박석민(NC 다이노스)은 6월 8일 마산에서 열린 넥센과의 경기에서 역대 55번째 통산 600득점을 달성하였다.
- 강민호(롯데 자이언츠)는 6월 8일 문학에서 열린 SK와의 경기에서 역대 57번째 통산 1300경기 출장을 달성하였다.
- 최준석(롯데 자이언츠)은 6월 8일 문학에서 열린 SK와의 경기에서 역대 42번째 통산 600사사구를 달성하였다.
- 손승락(롯데 자이언츠)은 6월 8일 문학에서 열린 SK와의 경기에서 역대 3번째 7년 연속 두 자릿수 세이브를 달성하였다.
- 김상수(삼성 라이온즈)는 6월 9일 잠실에서 열린 LG와의 경기에서 역대 19번째 통산 200도루를 달성하였다.
- 박석민(NC 다이노스)은 6월 9일 마산에서 열린 넥센과의 경기에서 역대 16번째 9년 연속 두 자릿수 홈런을 달성하였다.
- 강민호(롯데 자이언츠)는 6월 9일 문학에서 열린 SK와의 경기에서 역대 26번째 7년 연속 두 자릿수 홈런을 달성하였다.
- 김태균(한화 이글스)은 6월 10일 대전에서 열린 LG와의 경기에서 역대 18번째 통산 1700안타를 달성하였다.
- 이호준(NC 다이노스)은 6월 11일 문학에서 열린 SK와의 경기에서 역대 35번째 6년 연속 두 자릿수 홈런을 달성하였다.
- 채병용(SK 와이번스)은 6월 11일 문학에서 열린 NC와의 경기에서 역대 42번째 통산 1200이닝을 달성하였다.
- 정근우(한화 이글스)는 6월 11일 대전에서 열린 LG와의 경기에서 역대 43번째 통산 600사사구, 역대 25번째 통산 800득점을 달성하였다.
- 정성훈(LG 트윈스)은 6월 11일 대전에서 열린 한화와의 경기에서 역대 18번째 통산 900타점을 달성하였다.
- 장원준(두산 베어스)은 6월 12일 잠실에서 열린 롯데와의 경기에서 역대 20번째 통산 1100탈삼진을 달성하였다.
- 최형우(삼성 라이온즈)는 6월 12일 광주에서 열린 KIA와의 경기에서 역대 54번째 통산 1200안타를 달성하였다.
- 김태균(한화 이글스)은 6월 12일 대전에서 열린 LG와의 경기에서 역대 13번째 통산 2800루타를 달성하였다.
- 이대형(kt 위즈)은 6월 12일 고척에서 열린 넥센과의 경기에서 역대 43번째 통산 1400경기 출장을 달성하였다.
- 박용택(LG 트윈스)은 6월 15일 잠실에서 열린 NC와의 경기에서 역대 28번째 통산 600볼넷을 달성하였다.
- 최정(SK 와이번스)은 6월 15일 대구에서 열린 삼성과의 경기에서 역대 42번째 통산 2000루타를 달성하였다.
- 손아섭(롯데 자이언츠)은 6월 15일 고척에서 열린 넥센과의 경기에서 역대 56번째 통산 600득점을 달성하였다.
- 오재원(두산 베어스)은 6월 16일 광주에서 열린 KIA와의 경기에서 역대 126번째 통산 네 자릿수 경기 출장을 달성하였다.
- 박건우(두산 베어스)는 6월 16일 광주에서 열린 KIA와의 경기에서 역대 20번째 사이클링 히트를 달성하였다.
- 정근우(한화 이글스)는 6월 16일 수원에서 열린 KT와의 경기에서 역대 58번째 통산 1300경기 출장을 달성하였다.
- 김주찬(KIA 타이거즈)은 6월 16일 광주에서 열린 두산과의 경기에서 역대 35번째 통산 1400안타를 달성하였다.
- 박용택(LG 트윈스)은 6월 16일 잠실에서 열린 NC와의 경기에서 역대 10번째 통산 2900루타를 달성하였다.
- 박한이(삼성 라이온즈)는 6월 17일 사직에서 열린 SK와의 경기에서 역대 18번째 통산 2700루타를 달성하였다.
- 김광현(SK 와이번스)은 6월 17일 사직에서 열린 삼성과의 경기에서 역대 21번째 1100탈삼진, 역대 34번째 1300이닝을 달성하였다.
- 에릭 테임즈(NC 다이노스)는 6월 19일 수원에서 열린 KT와의 경기에서 역대 28번째 3년 연속 20홈런을 달성하였다.
- 이호준(NC 다이노스)은 6월 19일 수원에서 열린 kt와의 경기에서 역대 6번째 통산 3100루타를 달성하였다.
- 이대형(KT 위즈)은 6월 19일 수원에서 열린 NC와의 경기에서 역대 41번째 통산 700득점을 달성하였다.
- 이종욱(NC 다이노스)은 6월 21일 마산에서 열린 한화와의 경기에서 역대 62번째 통산 500사사구를 달성하였다.
- 송은범(한화 이글스)은 6월 21일 마산에서 열린 NC와의 경기에서 역대 58번째 통산 1100이닝을 달성하였다.
- 이범호(KIA 타이거즈)는 6월 21일 광주에서 열린 롯데와의 경기에서 역대 26번째 통산 800득점, 역대 19번째 통산 900타점을 달성하였다.
- 박용택(LG 트윈스)은 6월 21일 문학에서 열린 SK와의 경기에서 역대 10번째 통산 네 자릿수 득점을 달성하였다.
- 채태인(넥센 히어로즈)은 6월 25일 잠실에서 열린 LG와의 경기에서 역대 105번째 통산 800안타를 달성하였다.
- 이성열(한화 이글스)은 6월 25일 대전에서 열린 롯데와의 경기에서 역대 127번째 통산 네 자릿수 경기 출장을 달성하였다.
- 이용규(한화 이글스)는 6월 25일 대전에서 열린 롯데와의 경기에서 역대 57번째 통산 200번째 2루타를 달성하였다.
- 이승엽(삼성 라이온즈)은 6월 26일 대구에서 열린 KT와의 경기에서 역대 24번째 통산 1400경기 출장을 달성하였다.
- 최형우(삼성 라이온즈)는 6월 26일 대구에서 열린 kt와의 경기에서 역대 9번째 9년 연속 세 자릿수 안타를 달성하였다.
- 송신영(한화 이글스)은 6월 26일 대전에서 열린 롯데와의 경기에서 역대 8번째, 최고령(39세 3개월 25일) 통산 700경기 출장을 달성하였다.
- 양현종(KIA 타이거즈)은 6월 29일 광주에서 열린 LG와의 경기에서 역대 47번째 통산 5000타자 상대를 달성하였다.
- 마이클 보우덴(두산 베어스)은 6월 30일 잠실에서 열린 NC와의 경기에서 역대 13번째 노히트노런을 달성하였다.
- 권용관(한화 이글스)은 6월 30일 고척에서 열린 넥센과의 경기에서 역대 59번째 통산 1300경기 출장을 달성하였다.
- 황재균(롯데 자이언츠)은 6월 30일 사직에서 열린 삼성과의 경기에서 역대 68번째 통산 1100안타, 역대 72번째 통산 세 자릿수 홈런을 달성하였다.

#### 7월
- 조인성(한화 이글스)은 7월 2일 대전에서 열린 두산과의 경기에서 역대 14번째 통산 1900경기 출장을 달성하였다.
- 이범호(KIA 타이거즈)는 7월 2일 고척에서 열린 넥센과의 경기에서 역대 25번째 통산 1700경기 출장을 달성하였다.
- 이승엽(삼성 라이온즈)은 7월 7일 대구에서 열린 LG와의 경기에서 역대 2번째 통산 3700루타를 달성하였다.
- 박석민(NC 다이노스)은 7월 7일 마산에서 열린 롯데와의 경기에서 역대 28번째 통산 700사사구를 달성하였다.
- 이택근(넥센 히어로즈)은 7월 7일 잠실에서 열린 두산과의 경기에서 역대 47번째 통산 500볼넷을 달성하였다.
- 정근우(한화 이글스)는 7월 7일 문학에서 열린 SK와의 경기에서 역대 43번째 통산 2000루타를 달성하였다.
- 이범호(KIA 타이거즈)는 7월 7일 수원에서 열린 KT와의 경기에서 역대 23번째 통산 세 자릿수 사구를 달성하였다.
- 최정(SK 와이번스)은 7월 8일 문학에서 열린 kt와의 경기에서 역대 75번째 통산 1200경기 출장을 달성하였다.
- 김주찬(KIA 타이거즈)은 7월 8일 잠실에서 열린 두산과의 경기에서 역대 26번째 통산 800득점을 달성하였다.
- 박정진(한화 이글스)은 7월 9일 대전에서 열린 삼성와의 경기에서 역대 18번째 통산 600경기 출장을 달성하였다.
- 박기혁(KT 위즈)은 7월 9일 문학에서 열린 SK와의 경기에서 역대 76번째 통산 1200경기 출장을 달성하였다.
- 유한준(KT 위즈)은 7월 9일 문학에서 열린 SK와의 경기에서 역대 75번째 통산 500타점을 달성하였다.
- 박정권(SK 와이번스)은 7월 10일 문학에서 열린 KT와의 경기에서 역대 98번째 통산 1100경기 출장을 달성하였다.
- 이진영(KT 위즈)은 7월 10일 문학에서 열린 SK와의 경기에서 역대 10번째 통산 1900안타를 달성하였다.
- 이택근(넥센 히어로즈)은 7월 12일 수원에서 열린 KT와의 경기에서 역대 36번째 통산 1400안타를 달성하였다.
- 김웅빈(넥센 히어로즈)은 7월 13일 수원에서 열린 KT와의 경기에서 역대 14번째 통산 첫 타석 홈런을 달성하였다.
- 박용택(LG 트윈스)은 7월 13일 잠실에서 열린 한화와의 경기에서 역대 10번째 통산 300도루를 달성하였다.
- 박석민(NC 다이노스)은 7월 14일 마산에서 열린 두산과의 경기에서 역대 99번째 통산 1100경기 출장을 달성하였다.
- 이호준(NC 다이노스)은 7월 14일 마산에서 열린 두산과의 경기에서 역대 3번째 통산 1200타점을 달성하였다.
- 정근우(한화 이글스)는 7월 14일 잠실에서 열린 LG와의 경기에서 역대 5번째 11년 연속 세 자릿수 안타를 달성하였다.
- 이용규(한화 이글스)는 7월 14일 잠실에서 열린 LG와의 경기에서 역대 11번째 통산 300도루, 역대 27번째 7년 연속 세 자릿수 안타를 달성하였다.
- 손아섭(롯데 자이언츠)은 7월 14일 포항에서 열린 삼성와의 경기에서 역대 69번째 통산 1100안타를 달성하였다.
- 장원준(두산 베어스)은 7월 19일 잠실에서 열린 삼성와의 경기에서 역대 3번째(좌완 최초) 7년 연속 두 자릿수 승리를 달성하였다.
- 박석민(NC 다이노스)은 7월 19일 마산에서 열린 SK와의 경기에서 역대 39번째 통산 700타점을 달성하였다.
- 이범호(KIA 타이거즈)는 7월 19일 사직에서 열린 롯데와의 경기에서 역대 21번째 통산 2600루타를 달성하였다.
- 손아섭(롯데 자이언츠)은 7월 19일 사직에서 열린 KIA와의 경기에서 역대 28번째 7년 연속 세 자릿수 안타를 달성하였다.
- 최준석(롯데 자이언츠)은 7월 21일 사직에서 열린 KIA와의 경기에서 역대 60번째 통산 1300경기 출장을 달성하였다.
- 박용택(LG 트윈스)은 7월 21일 고척에서 열린 넥센과의 경기에서 역대 15번째 8년 연속 세 자릿수 안타를 달성하였다.
- 김태균(한화 이글스)은 7월 22일 사직에서 열린 롯데와의 경기에서 역대 4번째(우타자 최초) 12년 연속 세 자릿수 안타를 달성하였다.
- 최정(SK 와이번스)은 7월 22일 문학에서 열린 넥센과의 경기에서 역대 42번째 통산 42번째 700득점을 달성하였다.
- 박정권(SK 와이번스)은 7월 23일 문학에서 열린 넥센과의 경기에서 역대 41번째 통산 150홈런, 역대 78번째 통산 네 자릿수 안타를 달성하였다.
- 장원준(두산 베어스)은 7월 24일 잠실에서 열린 LG와의 경기에서 역대 18번째 통산 7000타자 상대, 역대 20번째 통산 1600이닝을 달성하였다.
- 윤성환(삼성 라이온즈)은 7월 24일 수원에서 열린 KT와의 경기에서 역대 29번째 통산 1400이닝을 달성하였다.
- 박정권(SK 와이번스)은 7월 24일 문학에서 열린 넥센과의 경기에서 역대 21번째 8년 연속 두 자릿수 홈런을 달성하였다.
- 이용규(한화 이글스)는 7월 24일 사직에서 열린 롯데와의 경기에서 역대 29번째 통산 600볼넷을 달성하였다.
- 양현종(KIA 타이거즈)은 7월 24일 광주에서 열린 NC와의 경기에서 역대 30번째 통산 네 자릿수 탈삼진을 달성하였다.
- 임창용(KIA 타이거즈)은 7월 24일 광주에서 열린 NC와의 경기에서 역대 8번째 통산 1300탈삼진을 달성하였다.
- 에릭 테임즈(NC 다이노스)는 7월 27일 대구에서 열린 삼성와의 경기에서 역대 5번째(외국인 역대 2번째) 3년 연속 30홈런을 달성하였다.
- 이승엽(삼성 라이온즈)은 7월 28일 대구에서 열린 NC와의 경기에서 역대 3번째 14년 연속 세 자릿수 안타를 달성하였다.
- 이종욱(NC 다이노스)은 7월 28일 대구에서 열린 삼성와의 경기에서 역대 45번째 통산 1300안타를 달성하였다.
- 최정(SK 와이번스)은 7월 28일 대전에서 열린 한화와의 경기에서 역대 55번째 통산 1200안타를 달성하였다.
- 김태균(한화 이글스)은 7월 29일 잠실에서 열린 두산과의 경기에서 역대 5번째 12년 연속 두 자릿수 홈런, 역대 29번째 통산 1600경기 출장을 달성하였다.
- 최준석(롯데 자이언츠)은 7월 29일 수원에서 열린 KT와의 경기에서 역대 70번째 통산 1100안타를 달성하였다.
- 박석민(NC 다이노스)은 7월 30일 마산에서 열린 LG와의 경기에서 역대 29번째 3년 연속 20홈런을 달성하였다.
- 박정진(한화 이글스)은 7월 30일 잠실에서 열린 두산과의 경기에서 역대 49번째 3년 연속 50경기 출장을 달성하였다.
- 정우람(한화 이글스)은 7월 30일 잠실에서 열린 두산과의 경기에서 역대 21번째 3년 연속 두 자릿수 세이브를 달성하였다.
- 양현종(KIA 타이거즈)은 7월 30일 문학에서 열린 SK와의 경기에서 역대 48번째 3년 연속 세 자릿수 탈삼진을 달성하였다.
- 황재균(롯데 자이언츠)은 7월 30일 수원에서 열린 KT와의 경기에서 역대 44번째 6년 연속 세 자릿수 안타를 달성하였다.
- 강민호(롯데 자이언츠)는 7월 30일 수원에서 열린 KT와의 경기에서 역대 44번째 통산 2000루타를 달성하였다.
- 박석민(NC 다이노스)은 7월 31일 마산에서 열린 LG와의 경기에서 역대 4번째 통산 150사구를 달성하였다.
- 이동현(LG 트윈스)은 7월 31일 마산에서 열린 NC와의 경기에서 역대 19번째 통산 600경기 출장을 달성하였다.

#### 8월
- 유희관(두산 베어스)은 8월 2일 잠실에서 열린 LG와의 경기에서 역대 23번째 4년 연속 두 자릿수 승리를 달성하였다.
- 차우찬(삼성 라이온즈)은 8월 4일 문학에서 열린 SK와의 경기에서 역대 77번째 통산 네 자릿수 이닝을 달성하였다.
- 나성범(NC 다이노스)은 8월 4일 마산에서 열린 KT와의 경기에서 역대 30번째 3년 연속 20홈런을 달성하였다.
- 이진영(KT 위즈)은 8월 4일 마산에서 열린 NC와의 경기에서 역대 15번째 통산 1900경기 출장을 달성하였다.
- 최형우(삼성 라이온즈)는 8월 6일 대구에서 열린 KIA와의 경기에서 역대 100번째 통산 1100경기 출장을 달성하였다.
- 박정권(SK 와이번스)은 8월 6일 고척에서 열린 넥센과의 경기에서 역대 51번째 통산 600타점을 달성하였다.
- 김강민(SK 와이번스)은 8월 6일 고척에서 열린 넥센과의 경기에서 역대 79번째 통산 네 자릿수 안타를 달성하였다.
- 에릭 해커(NC 다이노스)는 8월 7일 대전에서 열린 한화와의 경기에서 역대 7번째 한 이닝 4탈삼진을 달성하였다.
- 정근우(한화 이글스)는 8월 7일 대전에서 열린 NC와의 경기에서 역대 31번째 통산 250번째 2루타를 달성하였다.
- 이용규(한화 이글스)는 8월 7일 대전에서 열린 NC와의 경기에서 역대 25번째 통산 1500안타를 달성하였다.
- 김태균(한화 이글스)은 8월 9일 대전에서 열린 삼성과의 경기에서 역대 6번째 통산 1100타점을 달성하였다.
- 장원준(두산 베어스)은 8월 11일 대구에서 열린 삼성과의 경기에서 역대 2번째 9년 연속 세 자릿수 탈삼진(좌완 최초)을 달성하였다.
- 박용택(LG 트윈스)은 8월 11일 잠실에서 열린 NC와의 경기에서 역대 6번째 통산 2000안타를 달성하였다.
- 김주찬(KIA 타이거즈)은 8월 11일 고척에서 열린 넥센과의 경기에서 역대 36번째 통산 2100루타, 역대 79번째 그라운드 홈런을 달성하였다.
- 양현종(KIA 타이거즈)은 8월 11일 고척에서 열린 넥센과의 경기에서 역대 43번째 통산 1200이닝을 달성하였다.
- 최형우(삼성 라이온즈)는 8월 12일 대구에서 열린 두산과의 경기에서 역대 15번째 4년 연속 20홈런을 달성하였다.
- 박석민(NC 다이노스)은 8월 12일 잠실에서 열린 LG와의 경기에서 역대 29번째 7년 연속 세 자릿수 안타를 달성하였다.
- 나지완(KIA 타이거즈)은 8월 12일 고척에서 열린 넥센과의 경기에서 역대 17번째 통산 110사구를 달성하였다.
- 이승엽(삼성 라이온즈)은 8월 13일 대구에서 열린 LG와의 경기에서 역대 31번째 3년 연속 20홈런을 달성하였다.
- 최형우(삼성 라이온즈)는 8월 13일 대구에서 열린 LG와의 경기에서 역대 31번째 통산 2200루타를 달성하였다.
- 이택근(넥센 히어로즈)은 8월 13일 잠실에서 열린 두산과의 경기에서 역대 44번째 통산 600사사구를 달성하였다.
- 김태균(한화 이글스)은 8월 14일 광주에서 열린 KIA와의 경기에서 역대 11번째 통산 2900루타를 달성하였다.
- 박용택(LG 트윈스)은 8월 14일 대구에서 열린 삼성과의 경기에서 역대 6번째 통산 350번째 2루타를 달성하였다.
- 최정(SK 와이번스)은 8월 16일 잠실에서 열린 LG와의 경기에서 역대 37번째 통산 2100루타를 달성하였다.
- 정근우(한화 이글스)는 8월 16일 청주에서 열린 두산과의 경기에서 역대 1번째 11년 연속 20도루를 달성하였다.
- 최형우(삼성 라이온즈)는 8월 18일 수원에서 열린 KT와의 경기에서 역대 5번째 3년 연속 세 자릿수 타점, 역대 21번째 사이클링 히트를 달성하였다.
- 김상수(삼성 라이온즈)는 8월 18일 수원에서 열린 KT와의 경기에서 역대 19번째 통산 200도루를 달성하였다.
- 이종욱(NC 다이노스)은 8월 18일 고척에서 열린 넥센과의 경기에서 역대 7번째 통산 50번째 3루타를 달성하였다.
- 박한이(삼성 라이온즈)는 8월 19일 수원에서 열린 kt와의 경기에서 역대 27번째 통산 800타점을 달성하였다.
- 오지환(LG 트윈스)은 8월 19일 잠실에서 열린 한화와의 경기에서 역대 53번째 5년 연속 두 자릿수 도루를 달성하였다.
- 이용규(한화 이글스)는 8월 19일 잠실에서 열린 LG와의 경기에서 역대 27번째 통산 700사사구를 달성하였다.
- 이용규(한화 이글스)는 8월 20일 수원에서 열린 KT와의 경기에서 역대 8번째 통산 50번째 3루타를 달성하였다.
- 김진성(NC 다이노스)은 8월 21일 잠실에서 열린 두산과의 경기에서 역대 50번째 3년 연속 50경기 출장을 달성하였다.
- 이용규(한화 이글스)는 8월 20일 수원에서 열린 KT와의 경기에서 역대 32번째 통산 5000타수를 달성하였다.
- 에릭 테임즈(NC 다이노스)는 8월 23일 마산에서 열린 KIA와의 경기에서 역대 6번째 3년 연속 세 자릿수 타점을 달성하였다.
- 박석민(NC 다이노스)은 8월 23일 마산에서 열린 KIA와의 경기에서 역대 8번째 6년 연속 200루타를 달성하였다.
- 이종욱(NC 다이노스)은 8월 23일 마산에서 열린 KIA와의 경기에서 역대 30번째 7년 연속 세 자릿수 안타를 달성하였다.
- 서진용(SK 와이번스)은 8월 23일 대구에서 열린 삼성과의 경기에서 역대 8번째 한 이닝 4탈삼진을 달성하였다.
- 이진영(KT 위즈)은 8월 23일 울산에서 열린 롯데와의 경기에서 역대 19번째 통산 700볼넷을 달성하였다.
- 유한준(KT 위즈)은 8월 24일 울산에서 열린 롯데와의 경기에서 역대 128번째 통산 네 자릿수 경기 출장을 달성하였다.
- 이승엽(삼성 라이온즈)은 8월 24일 대구에서 열린 SK와의 경기에서 최다 타점 기록(1390)을 경신하였다.
- 이종욱(NC 다이노스)은 8월 25일 대전에서 열린 한화와의 경기에서 역대 8번째 11년 연속 두 자릿수 도루를 달성하였다.
- 이호준(NC 다이노스)은 8월 25일 대전에서 열린 한화와의 경기에서 역대 12번째 통산 1800안타를 달성하였다.
- 이택근(넥센 히어로즈)은 8월 25일 고척에서 열린 LG와의 경기에서 역대 44번째 통산 1400경기 출장을 달성하였다.
- 김강민(SK 와이번스)은 8월 25일 수원에서 열린 kt와의 경기에서 역대 77번째 통산 1200경기 출장을 달성하였다.
- 송은범(한화 이글스)은 8월 25일 대전에서 열린 NC와의 경기에서 역대 48번째 통산 5000타자 상대를 달성하였다.
- 황재균(롯데 자이언츠)은 8월 26일 잠실에서 열린 두산과의 경기에서 역대 43번째 20홈런-20도루를 달성하였다.
- 윤성환(삼성 라이온즈)은 8월 27일 대구에서 열린 롯데와의 경기에서 역대 24번째 4년 연속 두 자릿수 승리를 달성하였다.
- 이택근(넥센 히어로즈)은 8월 27일 마산에서 열린 NC와의 경기에서 역대 32번째 통산 250번째 2루타를 달성하였다.
- 김주찬(KIA 타이거즈)은 8월 27일 광주에서 열린 두산과의 경기에서 역대 45번째 통산 1400경기 출장을 달성하였다.
- 윌린 로사리오(한화 이글스)는 8월 28일 문학에서 열린 SK와의 경기에서 역대 56번째 한 시즌 30홈런-100타점을 달성하였다.
- 정성훈(LG 트윈스)은 8월 28일 잠실에서 열린 KT와의 경기에서 역대 7번째 통산 2000안타, 역대 45번째 6년 연속 세 자릿수 안타를 달성하였다.
- 이진영(KT 위즈)은 8월 28일 잠실에서 열린 LG와의 경기에서 역대 15번째 통산 900득점을 달성하였다.
- 조동찬(삼성 라이온즈)은 8월 30일 대구에서 열린 넥센과의 경기에서 역대 129번째 통산 네 자릿수 경기 출장을 달성하였다.
- 김광현(SK 와이번스)은 8월 30일 광주에서 열린 KIA와의 경기에서 역대 20번째 4년 연속 세 자릿수 탈삼진을 달성하였다.
- 김주찬(KIA 타이거즈)은 8월 30일 광주에서 열린 SK와의 경기에서 역대 73번째 통산 세 자릿수 홈런을 달성하였다.
- 나성범(NC 다이노스)은 8월 31일 수원에서 열린 KT와의 경기에서 역대 7번째 3년 연속 세 자릿수 타점, 2년 연속 세 자릿수 타점-세 자릿수 득점을 달성하였다.
- 박정권(SK 와이번스)은 8월 31일 광주에서 열린 KIA와의 경기에서 역대 16번째 8년 연속 세 자릿수 안타를 달성하였다.
- 박용택(LG 트윈스)은 8월 31일 사직에서 열린 롯데와의 경기에서 역대 11번째 5년 연속 200루타, 역대 9번째 통산 3000루타를 달성하였다.
- 정성훈(LG 트윈스)은 8월 31일 사직에서 열린 롯데와의 경기에서 역대 12번째 통산 2900루타를 달성하였다.

#### 9월
- 박용택(LG 트윈스)은 9월 1일 대전에서 열린 한화와의 경기에서 역대 1번째 5년 연속 150안타를 달성하였다.
- 김강민(SK 와이번스)은 9월 2일 고척에서 열린 넥센과의 경기에서 역대 81번째 통산 1500루타를 달성하였다.
- 정우람(한화 이글스)은 9월 2일 대전에서 열린 LG와의 경기에서 역대 4번째 7년 연속 50경기 출장을 달성하였다.
- 윤길현(롯데 자이언츠)은 9월 2일 광주에서 열린 KIA와의 경기에서 역대 51번째 3년 연속 50경기 출장을 달성하였다.
- 정성훈(LG 트윈스)은 9월 3일 수원에서 열린 KT와의 경기에서 역대 8번째 통산 2000경기 출장을 달성하였다.
- 이대형(KT 위즈)은 9월 3일 수원에서 열린 LG와의 경기에서 역대 82번째 통산 1500루타를 달성하였다.
- 이재학(NC 다이노스)은 9월 4일 마산에서 열린 SK와의 경기에서 역대 21번째 4년 연속 세 자릿수 탈삼진을 달성하였다.
- 김광현(SK 와이번스)은 9월 4일 마산에서 열린 NC와의 경기에서 역대 25번째 4년 연속 두 자릿수 승리를 달성하였다.
- 이종욱(NC 다이노스)은 9월 6일 마산에서 열린 한화와의 경기에서 역대 58번째 통산 200번째 2루타를 달성하였다.
- 이승엽(삼성 라이온즈)은 9월 7일 대구에서 열린 KT와의 경기에서 역대 8번째, 최소 시즌(14시즌), 역대 최고령(40세 20일) 통산 2000안타를 달성하였다.
- 이호준(NC 다이노스)은 9월 7일 마산에서 열린 한화와의 경기에서 역대 61번째 5년 연속 세 자릿수 안타를 달성하였다.
- 이범호(KIA 타이거즈)는 9월 7일 문학에서 열린 SK와의 경기에서 역대 26번째 통산 1500안타를 달성하였다.
- 손아섭(롯데 자이언츠)은 9월 7일 사직에서 열린 두산과의 경기에서 역대 48번째 1회 선두타자 초구 홈런을 달성하였다.
- 이해창(KT 위즈)은 9월 7일 대구에서 열린 삼성과의 경기에서 역대 61번째 한 경기 3홈런을 달성하였다.
- 민병헌(두산 베어스)은 9월 8일 잠실에서 열린 LG와의 경기에서 역대 80번째 통산 500득점을 달성하였다.
- 박한이(삼성 라이온즈)는 9월 8일 사직에서 열린 롯데와의 경기에서 역대 9번째 통산 2000안타를 달성하였다.
- 최형우(삼성 라이온즈)은 9월 8일 사직에서 열린 롯데와의 경기에서 역대 45번째 통산 600번째 사사구를 달성하였다.
- 김주찬(KIA 타이거즈)은 9월 8일 광주에서 열린 NC와의 경기에서 역대 33번째 통산 5000타수를 달성하였다.
- 최준석(롯데 자이언츠)은 9월 8일 사직에서 열린 삼성과의 경기에서 역대 30번째 통산 600번째 사구를 달성하였다.
- 이진영(kt 위즈)은 9월 8일 대전에서 열린 한화와의 경기에서 역대 14번째 통산 2800루타를 달성하였다.
- 에릭 테임즈(NC 다이노스)는 9월 9일 광주에서 열린 KIA와의 경기에서 역대 4번째 2년 연속 40홈런(외인 최초)을 달성하였다.
- 김태균(한화 이글스)은 9월 9일 대전에서 열린 KT와의 경기에서 역대 13번째 통산 1800안타를 달성하였다.
- 심창민(삼성 라이온즈)은 9월 10일 대구에서 열린 NC와의 경기에서 역대 25번째 4년 연속 50경기 출장을 달성하였다.
- 이성열(한화 이글스)은 9월 10일 대전에서 열린 SK와의 경기에서 역대 74번째 통산 세 자릿수 홈런을 달성하였다.
- 강민호(롯데 자이언츠)는 9월 11일 잠실에서 열린 LG와의 경기에서 역대 56번째 통산 1200안타를 달성하였다.
- 더스틴 니퍼트(두산 베어스)는 9월 13일 잠실에서 열린 SK와의 경기에서 역대 8번째, 최소 경기(25경기), 역대 최고령(35세 4개월 6일) 한 시즌 선발 20승을 달성하였다.
- 이승엽(삼성 라이온즈)은 9월 13일 대구에서 열린 한화와의 경기에서 역대 1번째 통산 1400타점을 달성하였다.
- 강민호(롯데 자이언츠)는 9월 13일 수원에서 열린 KT와의 경기에서 역대 40번째 통산 700타점을 달성하였다.
- 이승엽(삼성 라이온즈)은 9월 14일 대구에서 열린 한화와의 경기에서 역대 2번째 통산 3800루타를 달성하였다.
- 최정(SK 와이번스)은 9월 14일 잠실에서 열린 두산과의 경기에서 역대 48번째 통산 500번째 사구를 달성하였다.
- 김재환(두산 베어스)은 9월 15일 마산에서 열린 NC와의 경기에서 역대 23번째 100타점-100득점을 달성하였다.
- 윤성환(삼성 라이온즈)은 9월 15일 문학에서 열린 SK와의 경기에서 역대 19번째 통산 110승을 달성하였다.
- 정근우(한화 이글스)는 9월 15일 대전에서 열린 삼성과의 경기에서 역대 27번째 통산 1500안타를 달성하였다.
- 윤명준(두산 베어스)은 9월 16일 마산에서 열린 NC와의 경기에서 역대 52번째 3년 연속 50경기 출장을 달성하였다.
- 박한이(삼성 라이온즈)는 9월 16일 문학에서 열린 SK와의 경기에서 역대 16번째 통산 1900경기 출장을 달성하였다.
- 이대형(kt 위즈)은 9월 16일 고척에서 열린 넥센과의 경기에서 역대 46번째 통산 1300안타를 달성하였다.
- 황재균(롯데 자이언츠)은 9월 18일 사직에서 열린 넥센과의 경기에서 역대 57번째 통산 600득점을 달성하였다.
- 김하성(넥센 히어로즈)은 9월 20일 광주에서 열린 KIA와의 경기에서 역대 44번째 20홈런-20도루를 달성하였다.
- 정근우(한화 이글스)는 9월 20일 대전에서 열린 LG와의 경기에서 역대 38번째 통산 2100루타를 달성하였다.
- 박해민(삼성 라이온즈)은 9월 21일 대구에서 열린 롯데와의 경기에서 역대 1번째 한 경기 3루타 3개를 달성하였다.
- 이호준(NC 다이노스)은 9월 22일 대전에서 열린 한화와의 경기에서 역대 16번째 4년 연속 20홈런(역대 최고령(40세 7개월 14일) 시즌 20홈런)을 달성하였다.
- 이재학(NC 다이노스)은 9월 22일 대전에서 열린 한화와의 경기에서 역대 26번째 4년 연속 두 자릿수 승리를 달성하였다.
- 유희관(두산 베어스)은 9월 23일 대구에서 열린 삼성과의 경기에서 역대 49번째 3년 연속 세 자릿수 탈삼진을 달성하였다.
- 최형우(삼성 라이온즈)는 9월 23일 대구에서 열린 두산과의 경기에서 역대 20번째 통산 900타점을 달성하였다.
- 손시헌(NC 다이노스)은 9월 23일 마산에서 열린 KIA와의 경기에서 역대 83번째 통산 1500루타를 달성하였다.
- 이범호(KIA 타이거즈)는 9월 23일 마산에서 열린 NC와의 경기에서 역대 58번째 한 시즌 30홈런-100타점을 달성하였다.
- 최형우(삼성 라이온즈)은 9월 24일 대구에서 열린 넥센과의 경기에서 역대 43번째 통산 700득점을 달성하였다.
- 이승엽(삼성 라이온즈)은 9월 24일 대구에서 열린 넥센과의 경기에서 역대 8번째 통산 900번째 사구를 달성하였다.
- 이택근(넥센 히어로즈)은 9월 24일 대구에서 열린 삼성과의 경기에서 역대 39번째 통산 2100루타를 달성하였다.
- 박한이(삼성 라이온즈)는 9월 25일 대구에서 열린 넥센과의 경기에서 역대 15번째 통산 2800루타를 달성하였다.
- 최형우(삼성 라이온즈)는 9월 27일 마산에서 열린 NC와의 경기에서 역대 6번째 3년 연속 30홈런, 역대 4번째 3년 연속 3할-30홈런-100타점, 역대 59번째 한 시즌 30홈런-100타점, 역대 47번째 통산 1300안타를 달성하였다.
- 정근우(한화 이글스)는 9월 28일 대전에서 열린 두산과의 경기에서 역대 34번째 통산 5000타수를 달성하였다.
- 최형우(삼성 라이온즈)는 9월 29일 마산에서 열린 NC와의 경기(DH 1차전)에서 역대 27번째 통산 2300루타를 달성하였다.
- 이진영(KT 위즈)은 9월 29일 사직에서 열린 롯데와의 경기에서 역대 21번째 통산 900타점을 달성하였다.
- 손승락(롯데 자이언츠)은 9월 30일 사직에서 열린 KT와의 경기에서 역대 2번째 5년 연속 20세이브를 달성하였다.

#### 10월
- 박석민(NC 다이노스)은 10월 1일 사직에서 열린 롯데와의 경기에서 역대 71번째 통산 1100안타를 달성하였다.
- 이범호(KIA 타이거즈)는 10월 1일 광주에서 열린 KT와의 경기에서 역대 19번째 통산 2700루타를 달성하였다.
- 이승엽(삼성 라이온즈)은 10월 3일 대구에서 열린 LG와의 경기에서 역대 7번째 통산 1000사사구를 달성하였다.
- 양현종(KIA 타이거즈)은 10월 3일 광주에서 열린 KT와의 경기에서 역대 53번째 3년 연속 10승을 달성하였다.
- 루이스 히메네스(LG 트윈스)는 10월 3일 대구에서 열린 삼성과의 경기에서 역대 25번째 100타점-100득점을 달성하였다.
- 박용택(LG 트윈스)은 10월 3일 대구에서 열린 삼성과의 경기에서 역대 18번째 통산 1800경기를 달성하였다.
- 박한이(삼성 라이온즈)는 10월 4일 대구에서 열린 LG와의 경기에서 역대 2번째 16년 연속 세 자릿수 안타를 달성하였다.
- 이종욱(NC 다이노스)은 10월 4일 마산에서 열린 넥센과의 경기에서 역대 76번째 통산 500타점을 달성하였다.
- 박석민(NC 다이노스)은 10월 5일 마산에서 열린 넥센과의 경기에서 역대 60번째 30홈런-100타점을 달성하였다.
- 이호준(NC 다이노스)은 10월 5일 마산에서 열린 넥센과의 경기에서 역대 12번째 5년 연속 200루타를 달성하였다.
- 김태균(한화 이글스)은 10월 5일 수원에서 열린 KT와의 경기에서 역대 10번째, 최연소(34세 4개월 6일) 통산 3000루타를 달성하였다.
- 이재학(NC 다이노스)은 10월 6일 마산에서 열린 SK와의 경기에서 역대 26번째 상대 선발타자 전원 탈삼진을 달성하였다.
- 헨리 소사(LG 트윈스)는 10월 6일 사직에서 열린 롯데와의 경기에서 역대 54번째 3년 연속 두 자릿수 승리를 달성하였다.
- 김태균(한화 이글스)은 10월 8일 대전에서 열린 KIA와의 경기에서 역대 3번째 통산 1000볼넷을 달성하였다.
- 최정(SK 와이번스)은 10월 8일 문학에서 열린 삼성과의 경기에서 역대 12번째 40홈런-100타점을 달성하였다.
- 최영필(KIA 타이거즈)은 10월 8일 대전에서 열린 한화와의 경기에서 역대 18번째 3년 연속 두 자릿수 홀드를 달성하였다.

### 월간 MVP
| 월  | 선수          | 소속          | 포지션 |
| --- | ------------- | ------------- | ------ |
| 4월 | 더스틴 니퍼트 | 두산 베어스   | 투수   |
| 5월 | 김재환        | 두산 베어스   | 외야수 |
| 6월 | 최승준        | SK 와이번스   | 내야수 |
| 7월 | 양현종        | KIA 타이거즈  | 투수   |
| 8월 | 유희관        | 두산 베어스   | 투수   |
| 9월 | 최형우        | 삼성 라이온즈 | 외야수 |

## KBO 포스트시즌
KBO에서 2014년 10월 27일 단장 회의를 통해 4,5위팀이 와일드카드 결정전을 벌여 3위팀과 준플레이오프를 가지게 되는 것으로 확정되었다. 준플레이오프 승리팀은 2위와 플레이오프 승부를 걸쳐 플레이오프 5판 3선승제로 이길시 한국시리즈 진출을 한다. 한국시리즈 7전 4선승제로 이길시 우승을 하게 된다.

## KBO 올스타전
2016년 KBO 올스타전은 7월 15일~16일에 개최하였고, 장소는 고척스카이돔이었다.

## 참고
1. 1 2 3  국군체육부대 입대에 따라 2018년에 팀에 합류
2. 1 2 3  경찰청 입대에 따라 2018년에 팀에 합류
3. ↑  KT 위즈는 신생팀 혜택으로 2015년까지 2년간 보상선수 없이 외부 FA를 영입할 수 있어 넥센 히어로즈에 보상선수를 주지 않았다.
4. ↑  넥센 히어로즈는 손승락의 보상선수를 지명하지 않고, 전년도 연봉 300%를 보상금액을 받기로 했다.
5. ↑  공익근무로 인해 2018년에 팀에 합류
6. ↑  원래 LA 에인절스와 마이너계약을 하였으나 계약 1개월만에 돌연 은퇴를 선언하였다.
7. ↑  원래 2016 시즌에도 재계약을 하였으나 재계약한지 얼마 안 되어 본인의 의사에 의해 은퇴를 선언하였다.
8. ↑  FA 대상이었지만 메이저리그 진출을 선언하여 2016년부터 미국에서 선수생활을 하게 되었다.
9. ↑  호주에서 선수생활을 계속하지만 국내 프로야구에서는 은퇴를 선언하였다.
10. ↑  본인이 직접 구단에 방출을 요청하였고, 방출된 후 해외 진출을 선언하였다.
11. ↑  마이너계약을 하였다(스프링캠프 초청권 포함 여부 미공개).
12. ↑  마이너계약을 하였다.
13. ↑  스프링캠프 초청권을 포함한 마이너계약을 하였다.
14. ↑  마이너계약을 하였다(스프링캠프 초청권 포함 여부 미공개).
15. ↑  마이너계약을 하였다(스프링캠프 초청권 포함 여부 미공개).
16. ↑  마이너계약을 하였다(스프링캠프 초청권 포함 여부 미공개).
17. ↑  스프링캠프 초청권을 포함한 마이너계약을 하였다.
18. ↑  일본 프로야구 팀 사이타마 세이부 라이온스에서 성적 부진으로 인해 방출당한 후 재영입되었다.
19. ↑  넥센 히어로즈에서 성적 부진으로 인해 방출당한 후 재영입되었다.
20. ↑  마이너계약을 하였다.
21. 1 2 3 4 5  대학 진학을 희망하여 계약을 포기하였다.
22. ↑  KBO 2015년 포스트시즌, 4-5위 와일드카드 도입 일간스포츠 2014년 10월 27일

## 경기 중계
지상파 TV
- SBS TV
- KBS 2TV
- MBC TV

케이블 TV
- SBS Sports
- KBS N Sports
- MBC SPORTS+
- SPOTV
- SKY SPORTS

라디오
- KBS 2라디오
- KBS 대전 2라디오
- 대전 MBC 라디오
- 대구 MBC 라디오
- 부산 MBC 라디오
- MBC 경남 라디오
- SBS 러브FM
- TJB 파워FM
- TBC 드림FM
- KNN 파워FM
- kbc my fm

시범경기 중계
- SBS Sports
- KBS N Sports
- MBC SPORTS+
- SPOTV
- SPOTV+
- SPOTV2 (KT전 일부 경기만 중계)

개막전 중계
- KBS 2TV
- SBS Sports
- KBS N Sports
- MBC SPORTS+
- SPOTV
- SKY SPORTS

와일드카드 결정전 중계
- 1차전 : SBS TV
- 2차전 : MBC TV

준플레이오프 중계
- 1차전 : KBS 2TV
- 2차전 : MBC TV
- 3차전 : SBS TV
- 4차전 : SBS TV

플레이오프 중계
- 1차전 : MBC TV
- 2차전 : KBS 2TV
- 3차전 : SKY SPORTS, SPOTV, SBS Sports, KBS N Sports, MBC SPORTS+
- 4차전 : MBC TV

한국시리즈 중계
- 1차전 : KBS 2TV
- 2차전 : SBS TV
- 3차전 : MBC TV
- 4차전 : KBS 2TV